# Tounjčica
Tounjčica je krška rijeka u Hrvatskoj, svojim tokom gotovo u potpunosti na području Korduna, točnije Unsko-koranske zaravni. Zbog bioraznolikosti i očuvanih staništa, čitav tok rijeke obuhvaćen je Ekološkom mrežom Natura 2000, dok je donji dio toka rijeke dodatno zaštićen u kategoriji Spomenika prirode.

## Opis
Tounjčica je glavna pritoka Mrežnice, a vodu joj daju ponornice iz ogulinsko-modruške doline. Izvire iz prostrane spilje ispod brda Krpel u mjestu Tounj. Naziv mjesta i rijeke dolaze od riječi htone ili tonje što znači 'duboka voda' ili 'jezerce'.

### Hidrološka obilježja
Tok rijeke može se podijeliti u dva karakteristična djela. Prvi dio od izvora do sela Ožanića i drugi dio od Ožanića do ušća u Mrežnicu. Ukupna duljina toka rijeke je 14,6 km, uz prosječni pad od 0,55 %. Porječje obuhvaća 58 km2 i na jugu ulazi u područje Vojnog poligona Eugen Kvaternik. 
Prvim dijelom toka rijeka teče izrazito uskim kanjonom. U Tounju se nalazi i poznati stari kameni most. Izgrađen je 1775. god., a 1836. god. nadograđen je još jednim katom, kako bi se ublažio nagib ceste. U Ožanićima Tounjčica prima pritoku Rudnicu. Nizvodno od Ožanića rijeka je znatno šira, a korito je izbrazdano dugačkim jamičastim sedrenim barijerama. Duž donjeg dijela toka nalazi se veliki broj izvora, među kojima se posebno ističe Lisičije (Lisičino) vrelo, tako da je voda i ljeti vrlo hladna. Kod ostataka stare frankopanske tvrđave Ključ i istoimenog sela Tounjčica se ulijeva u Mrežnicu.
Ispitivanjima je utvrđeno da je vrelo Tounjčice povezano sa Zagorskom Mrežnicom, rijekom čije se vode akumuliraju u umjetnom jezeru Sabljaci kod Ogulina. Izgradnjom HE Gojak 1959. tok Zagorske Mrežnice presušio je nizvodno od brane, te dobiva vodu samo povremeno, za vrijeme visokih vodostaja (prosječno 60 dana godišnje). Time je porječje rijeke Mrežnice smanjeno za oko 40 %, a Tounjčica ljeti u gornjem toku često ima izrazito niski vodostaj. Prije izgradnje hidroelektrane, prosječni protok u Ožanićima u razdoblju 1948. – 1959. godine iznosio je 16,2 m³/s, da bi nakon izgradnje pao na tek 6,4 m³/s. Kako bez vode sedrotvorni organizmi ugibaju, promjena vodnog režima, odnosno (povremen) neadekvatan protok vode predstavlja prijetnju procesu sedrenja i sedrenim barijerama na Tounjčici.

## Bioraznolikost i zaštita okoliša
U izvorišnom dijelu rijeke živi stenoendem ogulinska špiljska spužvica (Eunapius subterraneus), jedina podzemna slatkovodna spužva na svijetu. Osim u špilji Tounjčici, pronađena je na još svega šest lokaliteta – u špilji u kamenolomu Tounj, špilji Zala (Mikašinoviča špilji), špiljama na izvorima Gojak i Rudnice, Crnačkoj špilji i jami Mandelaja, svi u Hrvatskoj. Ova izuzetno rijetka spužva se smatra ugroženom vrstom jer je izravno ugrožavaju ilegalna odlagališta smeća, kanalizacija te kamenolom u Tounju. Zbog svega toga je Karst Waters Institute iz Virginie, SAD, ovo područje 2003. god. proglasio jednim od deset najugroženijih krških ekoloških sustava na svijetu.

### Natura 2000
Tok rijeke obuhvaćen je EU ekološkom mrežom Natura 2000 pod nazivom HR2000593 Mrežnica – Tounjčica, kao područje očuvanja značajnih za devet biljnih i životinjskih vrsta vrsta te dva stanišna tipa. Od zaštićenih stanišnih tipova čitav tok rijeke obuhvaćen je kategorijom 'sedrene barijere krških rijeka Dinarida', a Tounjčica je i važan lokalitet rasprostranjenosti stanišnog tipa 'vodni tokovi s vegetacijom Ranunculion fluitantis i Callitricho-Batrachion'.
Od biljnih i životinjskih vrsta, u vodotoku Tounjčice nalazimo osjetljivu populaciju potočnog raka (Austropotamobius torrentium). Od velike važnosti tu je obalna vegetacija, u čijem korijenju rak pronalazi sklonište, a koja također održava temperaturu vode. Brzi dijelovi toka s kamenitim i šljunkovitim dnom, bogati kisikom, bitni su za razmnožavanje i rast potočne mrene (Barbus balcanicus), peša (Cottus gobio), plotice (Rutilus virgo) i velike pliske (Alburnus sarmaticus). Pješčano i šljunkovito dno toka bogatog kisikom stanište je ugroženoj vrsti školjkaša običnoj lisanki (Unio crassus), pri čemu se ističe lokalitet ušća Tounjčice u Mrežnicu. Uz rub rijeke raste puzavi celer (Apium repens), rijetka biljna vrsta zabilježena na malom broju lokaliteta u Hrvatskoj, pri čemu se posebno ističe potez Tounjčice od Tounja do Šušnjara. Razvijena obalna vegetacija i očuvana šira poplavna zona od velikog su značaja za dabra (Castor fiber) i vidru (Lutra lutra), pri čemu je ovo područje značajno na nacionalnoj razini.

### Spomenik prirode Mrežnica – Tounjčica
Spomenik prirode „Mrežnica – Tounjčica“ proglašen je 2024. godine. Temeljnu prirodnu vrijednost područja spomenika prirode čine očuvani krški vodotoci navedenih rijeka. Zauzima područje od 671,67 ha, a osim gornjeg toka rijeke Mrežnice, obuhvaći donji tok rijeke Tounjčice (uključujući i čitav tok pritoka Rudnice) u duljini od 5,4 km. Ovo je najkompleksnije područje krškog dijela Dinarida i tektonski je vrlo složeno. Stoga se porječje rijeke Mrežnice i Tounjčice odlikuje zanimljivim geomorfološkim značajkama, poput kanjona, te velikog broja špilja, jama i ponora. Na samom početnom dijelu zaštićenog dijela kanjona Tounjčice nalazi se rijedak geomorfološki fenomen – probijeni tj. napušteni ukliješteni riječni meandar Kamenica Skradnička. U blizini se nalazi i špilja Rudnica VI, jedan od šest izvora koji napajaju Rudnicu. To je istovremeno najveća špilja u slivu, s iznimno specifičnom faunom. Na tom području su zabilježene tri vrste: rudnička špiljska spužvica (Eunapius subterraneus mollisparspanis), podvrsta ogulinske špiljske spužvice, te vodeni puževi rudnička lanzaja (Lanzaia rudnicae) i rudnička hadžijela (Hadziella rudnicae). Ove tri vrste su poznate isključivo s ovog lokaliteta i strogo su zaštićene.

### Problemi i daljnja zaštita
Temeljem praćenja stanja vodnih tijela koje provode Hrvatske vode i procjeni očuvanosti hidromorfoloških elemenata kakvoće, stanje rijeke Tounjčice lošije je u uzvodnom dijelu, bliže izvoru i Tounju, a popravlja se kako se rijeka približava ušću u Mrežnicu. Glavni uzrok su značajna antropogena onečišćenja otpadnim vodama u porječju Zagorske Mrežnice, kod Oštarija, kao i u samom naselju Tounj, u kombinaciji s često vrlo niskim protokom. Izgradnja HE Gojak je značajno smanjila protok, što je dodatno smanjilo apsorpcijski kapacitet Tounjčice i njezinu sposobnost samopročišćavanja, te povećalo ranjivost na klimatske promjene i ubrzalo zagrijavanje vode u rijeci. HE Gojak nakratko se gasi ljeti zbog održavanja, čime se pokušava minimalizirati negativni utjecaj u najsušem dijelu godine.